# Sedum rosthornianum
Sedum rosthornianum är en fetbladsväxtart som beskrevs av Friedrich Ludwig Diels. Sedum rosthornianum ingår i Fetknoppssläktet som ingår i familjen fetbladsväxter. Inga underarter finns listade i Catalogue of Life.